# NGC 5
NGC 5是一個橢圓星系。它位於仙女座，星等為13.8等，赤經為7分48.8秒，赤緯為+35°21'46"。在1881年10月21日被首次發現。
紅位移有5111km／s